# Denkmal für den Kampf um die Verwundeten

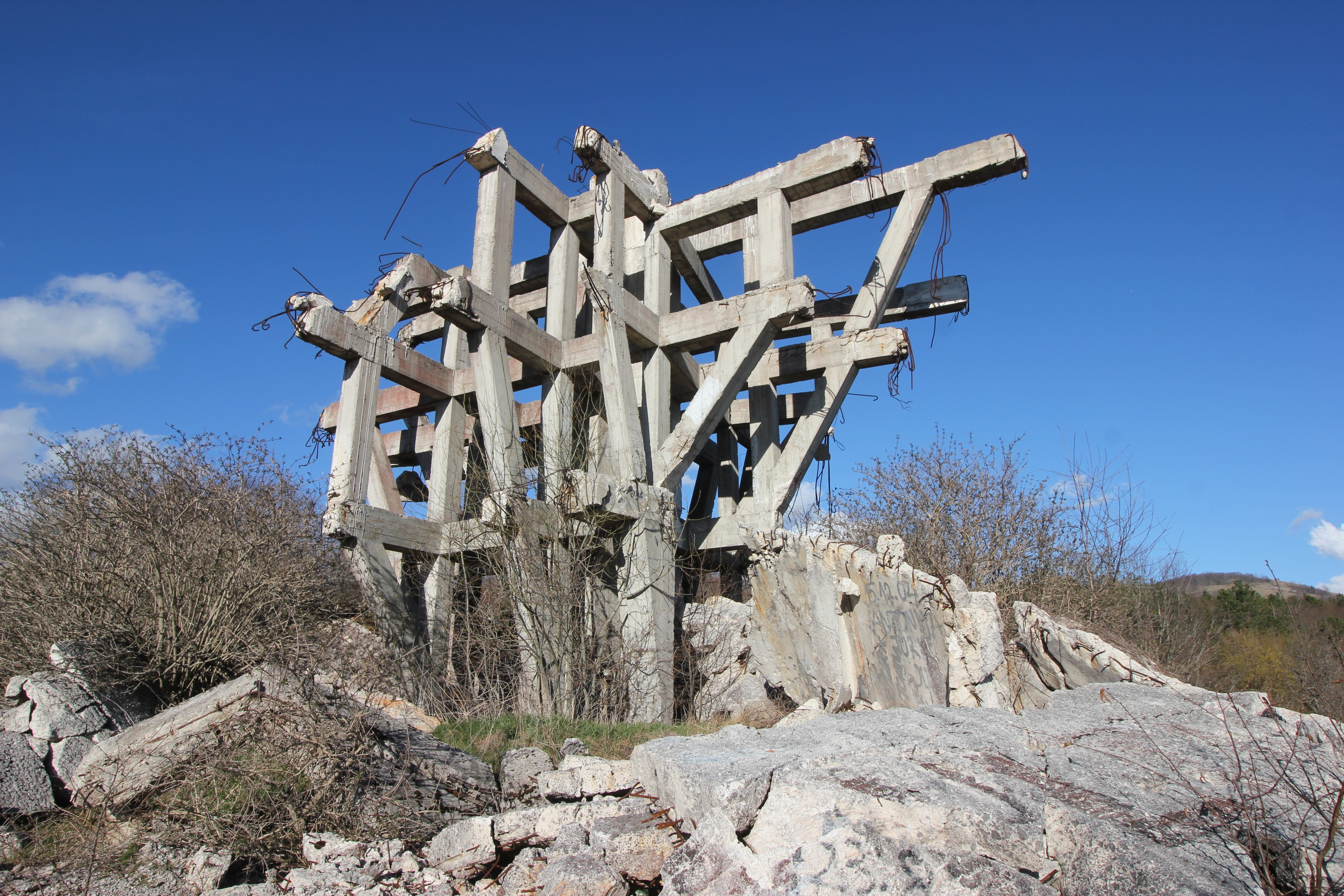
Makljen-Denkmal „Titos Faust“ nach der Zerstörung

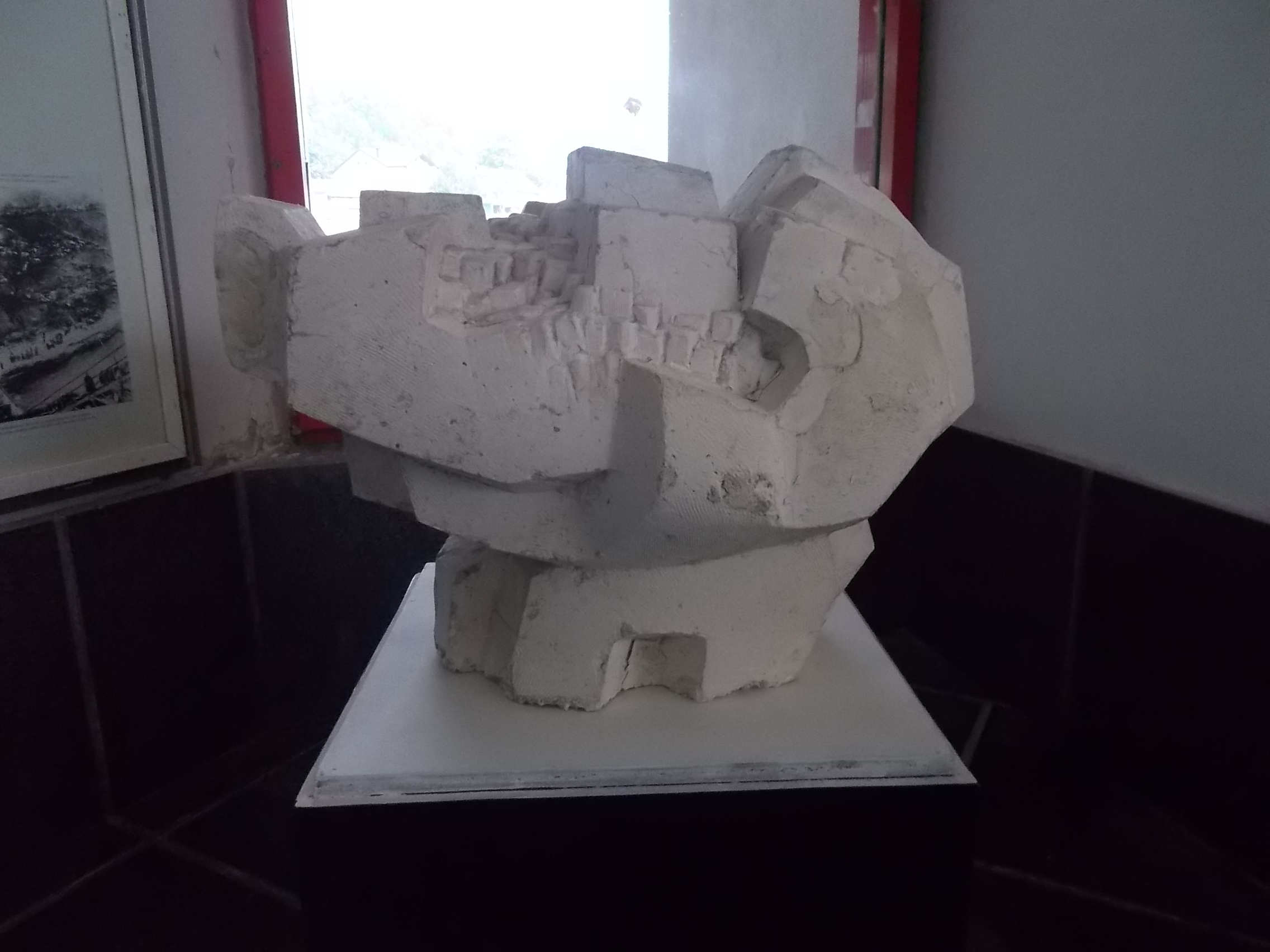
Modell des Denkmals im Museum für die Schlacht an der Neretva, wie es vor seiner Zerstörung aussah

Das Denkmal für den Kampf um die Verwundeten am Berg Makljen, in der Gemeinde Prozor-Rama in Bosnien und Herzegowina wurde 1978 von dem bosnischen Künstler Boško Kućanski errichtet. Es wurde dem Kampf der Tito-Partisanen in der Schlacht an der Neretva aus dem Jahr 1943 gewidmet, wo sie unter dem Kommando von Josip Broz Tito die Achsenmächte hinderten, 4.000 verwundete Mitkameraden und Mitkameradinnen anzugreifen. Im Jahr 2010 wurde das Monument zum Nationaldenkmal des Landes erklärt.

## Geschichte
Die monumentale Skulptur – auch „Titos Faust“ (Pesnica) – erinnert an die Partisanen und Partisaninnen unter dem Kommando Josip Broz Titos. Im Winter 1942 entwickelte Hitlers Kommandeur Alexander Löhr eine Strategie zu ihrer Bekämpfung. In der „Operation Weiss“ suchte er alle Widerstandskämpfer zu vernichten und den Anführer Tito festzusetzen. 1943 entkamen die Partisanen und zerstörten Brücken, um den Eindruck zu erwecken, nach Norden zu ziehen, statt nach Süden. Innerhalb weniger Stunden errichteten sie eine provisorische Brücke über die Neretva, die über 10.000 Kämpfer und Kämpferinnen, darunter 4.000 Verwundete, passierten und in Sicherheit gebracht wurden. Dieses Ereignis nahm 1969 Veljko Bulajić als Inspiration zu dem jugoslawischen Film „Die Schlacht an der Neretva“. Alljährlich wird am Nationalfeiertag, dem 4. Juli, ein Gedenken an die Schlacht zelebriert.

## Denkmal
Das Monument befindet sich auf dem Gipfel des Berges Makljen in 1123 m Höhe. In den 1970er Jahren wurden einige jugoslawische Künstler beauftragt, Skizzen für den Komplex anzufertigen. Boško Kućanskis Zeichnung wurde daraufhin für das Werk ausgewählt. Am 12. November 1978 weihte der jugoslawische Präsident Tito das Monument ein. Die 16 Meter hohe Skulptur aus weißem Kunststein besteht aus einzigartigen Formen, die einer blühenden Blume ähneln. Das Bauwerk war bis Ende des 20. Jahrhunderts gut erhalten. In der Nacht vom 12. auf den 13. November 2000 zerstörten Unbekannte das Monument durch Sprengstoff, so dass nur der Stahlbetonkern erhalten blieb. Obwohl die Denkmalstruktur seitdem nicht mehr erneuert wurde und zahlreiche Graffiti das Äußere prägen, ernannte das Land Bosnien und Herzegowina 2010 den Komplex zum Kulturgut. Das Bauwerk soll Macht, Stärke und den Widerstandskampf symbolisieren.